# FN Model 1903
 FN Model 1903 (M1903, FN Mle 1903) je samonabíjecí pistole zkonstruovaná Johnem Browningem a vyráběná ve zbrojovce Fabrique Nationale de Herstal. FN Model 1903 byl uveden na trh v roce 1903, používal vlastní náboj 9mm Browning Long a byl určen primárně pro armádu. Pistole byla konstrukčně jednoduchá, spolehlivá a komerčně úspěšná. FN Model 1903 by neměl být zaměňován s pistolemi: Colt Model 1903 Pocket Hammerless a Colt Model 1903 Pocket Hammer. Zbraň byla zpočátku nazývána jako Grand Modèle (velký model) nebo Modèle de Guerre (válečný model). Teprve, když se v nabídce FN objevily další modely, byla zbraň zpětně přejmenována na model 1903.

## Historie
Výroba Browningu 1900 přinesla Fabrique Nationale obrovský komerční úspěch, nicméně podle výzbrojních komisí některých evropských armád byl komorován pro příliš slabý náboj. Aby si FN zajistila do budoucna další velké armádní zakázky, požádala v roce 1901 Johna Browninga o konstrukci armádní pistole, která by používala silnější náboj než 7,65 mm Browning. Browning v té době vyvíjel pro Colt pistoli s přesně opačným zadáním, měl vytvořit kompaktní pistoli pro civilní trh v ráži 7,65 mm Browning. Vznikly tak 2 navzájem si velmi podobné pistole, ale odlišné a každá pro jiný trh: Colt Model 1903 Pocket Hammerless a FN Model 1903. Není tedy pravdou, že by jedna pistole byla kopií druhé, jak bývá často mylně uváděno. Browning pro zbraň vytvořil nový náboj 9 mm Browning Long, ten byl kompromisem mezi maximálním výkonem, který bylo možné použít u pistole s neuzamčeným závěrem. . 
FN Model 1903 byl zprvu vyroben jen v malém počtu kusů, které byly představovány zástupcům armád, zvažujícím zavedení zbraně. Prvními zájemci o zavedení zbraně do armády bylo Norsko a Švédsko. Norsko požadoval výrobu 500 kusové zkušební série pro vojenské zkoušky. FN odmítla vyrobit zkušební sérii, protože nechtěla vyrábět na sklad. Švédsko se spokojilo se zkušebním vzorkem pistolí. FN Model 1903 prošel komparativními testy s Lugerem, ve kterých se ukázalo, že Luger snáší hůře arktické podmínky. Švédsko se rozhodlo zavést zbraň do výzbroje pod názvem m/1907 a objednalo si 10 000 kusů. Po obsazení Belgie během 1. světové války Německem nemohlo FN dodávat pistole do Švédska, to se rozhodlo zajistit si pistole vlastní licenční výrobou ve zbrojovce Husqvarna. Výrobu se podařilo rozběhnout v roce 1917 a trvala až do roku 1942, kdy byla zavedena m/40 Husqvarna (modifikace Lahti L-35). Ve 30. letech oslovila Kolumbie FN se zájmem o nákup pistolí FN Model, 1903 které ale již FN nevyráběla, FN proto odkázalo Kolumbii na Husqvarnu, které dovolila licenční prodej pistolí. V 50. letech bylo větší množství pistolí FN Model 1903 ze švédských armádních přebytků importováno do USA. Protože náboj 9 mm Browning long nebyl příliš rozšířený, byly zbraně upraveny na ráži .380 ACP.

## Popis
Pistole má dynamický závěr a je jednočinná se skrytým kohoutem. Pistole je vybavena střeleckou pohotovostí, záchyt závěru se nachází na pravé straně, ale nemá hmatník. Pistole je vybavena manuální pojistkou na levém boku těla, a dlaňovou pojistkou. Na přání zákazníka mohla být zbraň dodána s odnímatelnou pažbou s funkcí pouzdra. Nasazení pažby umožňovalo použití delšího 10raného zásobníku.

## Uživatelé
- Švédsko
- carské Rusko
- Nizozemsko
- Finsko
- Španělsko
- Paraguay
- Salvador
- Estonsko
- Kolumbie
- Osmanská říše